# Xiapu
Xiapu är ett härad inom staden Ningde i provinsen Fujian i sydöstra Kina. Det ligger omkring 120 kilometer nordost om provinshuvudstaden Fuzhou.
Xiapu är indelat i tre stadsdelsdistrikt, sex köpingar och sex socknar (varav tre etniska minoritetssocknar.
Stadsdelsdistrikt (jiedao):

- Songcheng (松城街道)
- Songgang (松港街道)
- Songshan (松山街道)

Köpingar (zhen):

- Changchun (长春镇)
- Sansha (三沙镇)
- Shajiang (沙江镇)
- Xiahu (下浒镇)
- Xinan (溪南镇)
- Yacheng (牙城镇)

Socknar (xiang):

- Baiyang (柏洋乡)
- Beibi (北壁乡)
- Haidao (海岛乡)

Etniska minoritetssocknar (zu xiang) för shefolket:

- Chongru (崇儒畲族乡)
- Shuimen (水门畲族乡)
- Yantian (盐田畲族乡)